# روبرتو دلا کازا
روبرتو دلا کازا (ایتالیایی: Roberto Della Casa؛ زادهٔ ۱۴ اکتبر ۱۹۴۲) بازیگر اهل ایتالیا است.
از فیلم‌ها یا سریال‌های تلویزیونی که وی در آن نقش داشته است، می‌توان به انجیرتیغی، به زور مال من، تقدیم به رم با عشق، قرعه‌کشی، دانشکده، از بلوندها متنفرم، شاه‌میگو برای صبحانه و سکس و لذت اشاره کرد.